# Хулк (филм)
Хулк (енгл. Hulk) амерички је суперхеројски филм из 2003. године у режији Анга Лија. Сценарио потписују Џон Терман, Мајкл Франс и Џејмс Шејмус из приче коју је замислио Шејмус на основу истоименог стрипа аутора Стена Лија и Џека Кирбија, док су продуценти филма Гејл Ен Херд, Ави Арад, Шејмус и Лари Франко. Филмску музику је компоновао Дени Елфман.
Насловну улогу тумачи Ерик Бана као Брус Банер / Хулк, док су у осталим улогама Џенифер Конели, Сем Елиот, Џош Лукас и Ник Нолти. Светска премијера филма је била одржана 20. јуна 2003. у Сједињеним Државама и наишао је на помешане рецензије критичара.
Буџет филма је износио 137 милиона долара, а зарада од филма је 245,3 милиона долара.

## Радња
Филм истражује порекло Бруса Банера. Након несреће у лабораторији која је укључивала гама зрачење, он се трансформише у џиновског хуманоида зелене коже са надљудском снагом познатог као Хулк кад год је под стресом или емоционално испровоциран. Војска Сједињених Држава га прогања, а он се сукобљава са својим биолошким оцем, који има мрачне планове за свог сина.

## Улоге
| Глумац         | Улога                   |
| -------------- | ----------------------- |
| Ерик Бана      | Брус Банер / Хулк       |
| Џенифер Конели | Бети Рос                |
| Сем Елиот      | генерал Тадијус Рос     |
| Џош Лукас      | Глен Талбот             |
| Ник Нолти      | Дејвид Банер            |
| Пол Керси      | млади Дејвид Банер      |
| Кара Буоно     | Идит Банер              |
| Тод Тесен      | млади Тадијус Рос       |
| Кевин Ранкин   | Харпер                  |
| Силија Вестон  | госпођа Кренслер        |
| Мајк Ервин     | Брус Банер као тинејџер |